# Via Santa Maria di Costantinopoli
Via Santa Maria di Costantinopoli (comunemente conosciuta come via Costantinopoli) è una strada del centro antico di Napoli, quartiere San Lorenzo; inizia da piazza Bellini, nell'intersezione tra via Port'Alba e il vico San Pietro a Maiella e termina all'incrocio tra piazza Museo Nazionale e piazza Cavour.

## Storia e descrizione

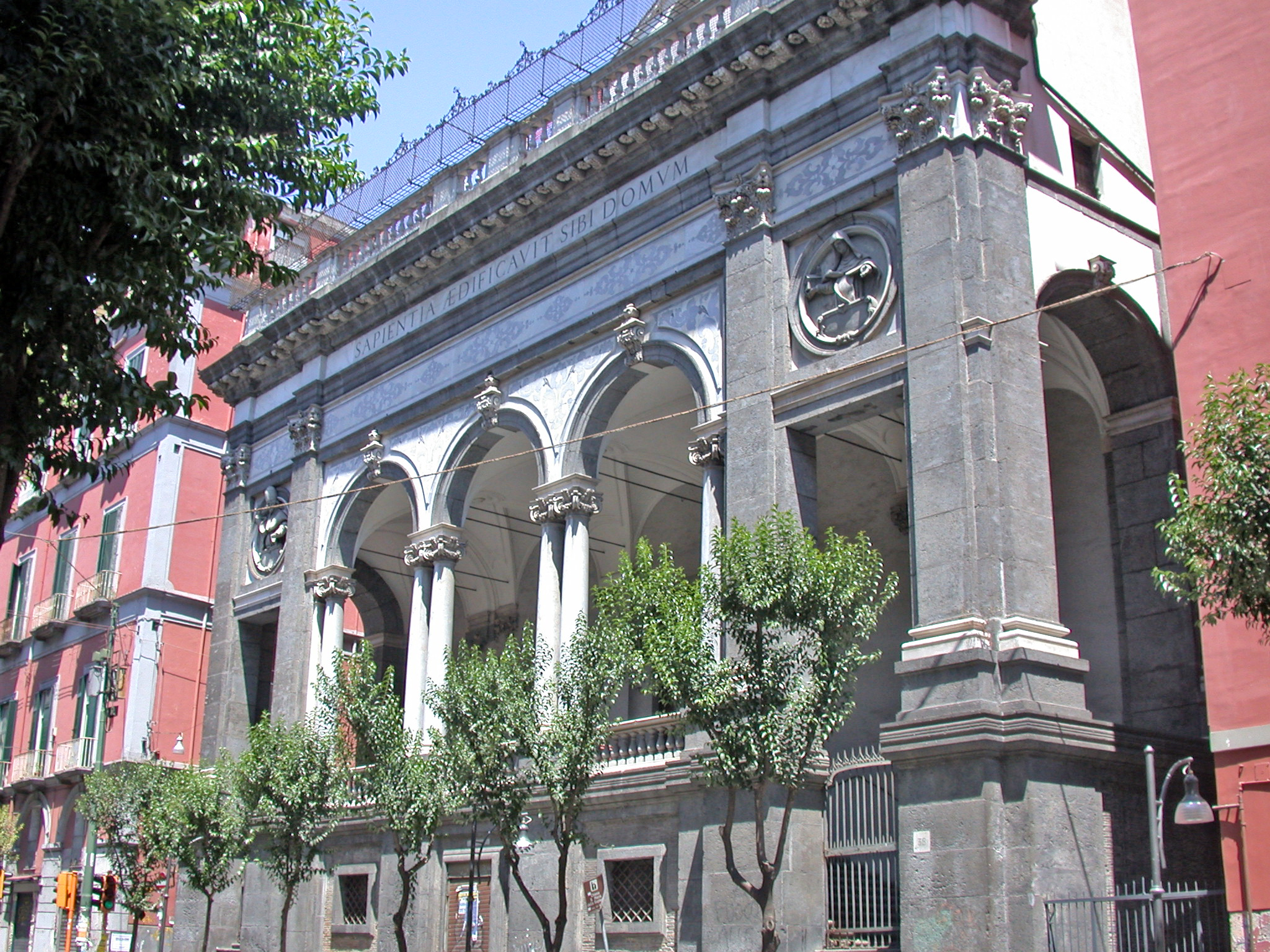
La facciata della Chiesa di Santa Maria della Sapienza

La strada prende il nome dall'omonima chiesa dedicata alla Madonna di Costantinopoli che come vuole la leggenda aveva un'immagine proprio dove sorge l'attuale tempio.
Appena fuori dall'antico tracciato di impronta dei cardini e decumani, la strada presenta, ivi affacciate alcune chiese monumentali di rilievo.
L'origine del tracciato della strada è da far risalire all'epoca del viceré Don Pedro de Toledo, autore di un importante piano di ampliamento urbanistico della Napoli del Cinquecento; l'intendimento iniziale era quello di far confluire la via ad una porta allora presente, la porta di Costantinopoli, demolita nel 1852.
Oggi la strada è ricca di negozi e librerie d'antiquariato.
Tra i monumenti che si affacciano sulla strada, vanno ricordati a partire da piazza Bellini:
- Palazzo Apicella
- Palazzo Rossi del Leone
- Convento di Sant'Antonio a Port'Alba, il cui ingresso è nella piazza
- Palazzo Sesti
- Palazzo Salernitani
- Palazzo Firrao (XVII secolo)
- Palazzo Castriota Scanderbeg (XVI secolo)
- Palazzo Spinelli di Fuscaldo (XVII secolo)
- Basilica di Santa Maria della Sapienza (XVI secolo)
- Chiesa di San Giovanni Battista delle Monache (XVII secolo)
- Accademia di Belle Arti di Napoli (XVIII secolo)
- Palazzo Mascambruno
- Palazzo Sgueglia della Marra
- Chiesa di Santa Maria di Costantinopoli (XVI secolo);
- Palazzo de Horatiis.